# Квалификације за Светско првенство у фудбалу 2010.
У Квалификацијама за Светско првенство у фудбалу 2010. учествују 204 репрезентације од 208 чланица ФИФА (укључујући Јужну Африку која се аутоматски квалификовала као домаћин) од којих ће се 32 квалификовати за завршни турнир који ће се одржати у Јужној Африци. За квалификације нису се пријавиле репрезентације Брунеја, Лаоса, Филипина и Папуе Новае Гвинеје.
Квалификације су у под покровитељством (ФИФА), организоване по континентима (Континенталним фудбалским конфедерацијама). Место у завршној фази зависи од успеха у квалификацијама, а број места зависи од јачине репрезентација тог континента.

## Квалификоване репрезентације
| Репрезентација   | Квалификована као                       | Датум квалификације | Преглед учешћа на турнирима1, 2                                                                                 |
| ---------------- | --------------------------------------- | ------------------- | --- |
| Јужна Африка     | Домаћин                                 | 15. мај 2004.       | 2 (1998, 2002)                                                                                                  |
| Аустралија       | Победник АФК четврто коло групе А       | 6. јун 2009.        | 2 (1974, 2006)                                                                                                  |
| Јужна Кореја     | Победник АФК четврто коло групе Б       | 6. јун 2009.        | 7 (1954, 1986, 1990, 1994, 1998, 2002, 2006)                                                                    |
| Јапан            | Другопласирани АФК четврто коло групе А | 6. јун 2009.        | 3 (1998, 2002, 2006)                                                                                            |
| Холандија        | Победник УЕФА групе 9                   | 6. јун 2009.        | 8 (1934, 1938, 1974, 1978, 1990, 1994, 1998, 2006)                                                              |
| Северна Кореја   | Другопласирани АФК четврто коло групе Б | 17. јун 2009.       | 1 (1966) |
| Бразил           | Победник у КОНМЕБОЛ групи               | 5. септембар 2009.  | 18 (1930, 1934, 1938, 1950, 1954, 1958, 1962, 1966, 1970, 1974, 1978, 1982, 1986, 1990, 1994, 1998, 2002, 2006) |
| Гана             | Победник КАФ треће коло Д               | 6. септембар 2009.  | 1 (2006) |
| Парагвај         | Трећепласирани у КОНМЕБОЛ групи         | 9. септембар 2009.  | 7 (1930, 1950, 1958, 1986, 1998, 2002, 2006)                                                                    |
| Шпанија          | Победник УЕФА групе 5                   | 9. септембар 2009.  | 12 (1934, 1950, 1962, 1966, 1978, 1982, 1986, 1990, 1994, 1998, 2002, 2006)                                     |
| Енглеска         | Победник УЕФА групе 6                   | 9. септембар 2009.  | 12 (1950, 1954, 1958, 1962, 1966, 1970, 1982, 1986, 1990, 1998, 2002, 2006)                                     |
| Обала Слоноваче  | Победник КАФ треће коло Е               | 10. октобар 2009.   | 1 (2006) |
| Сједињене Државе | Победник у КОНКАКАФ групи               | 10. октобар 2009.   | 8 (1930, 1934, 1950, 1990, 1994, 1998, 2002, 2006)                                                              |
| Мексико          | Другопласирани у КОНКАКАФ групи         | 10. октобар 2009.   | 13 (1930, 1950, 1954, 1958, 1962, 1966, 1970, 1978, 1986, 1994, 1998, 2002, 2006)                               |
| Чиле             | Другопласирани у КОНМЕБОЛ групи         | 10. октобар 2009.   | 7 (1930, 1950, 1962, 1966, 1974, 1982, 1998)                                                                    |
| Данска           | Победник УЕФА групе 1                   | 10. октобар 2009.   | 3 (1986, 1998, 2002)                                                                                            |
| Италија          | Победник УЕФА групе 8                   | 10. октобар 2009.   | 16 (1934, 1938, 1950, 1954, 1962, 1966, 1970, 1974, 1978, 1982, 1986, 1990, 1994, 1998, 2002, 2006)             |
| Немачка          | Победник УЕФА групе 4                   | 10. октобар 2009.   | 16 (1934, 1938, 19543, 19583, 19623, 19663, 19703, 19743, 19783, 19823, 19863, 19903, 1994, 1998, 2002, 2006)   |
| Србија           | Победник УЕФА групе 7                   | 10. октобар 2009.   | 10 (19304, 19504, 19544, 19584, 19624, 19744, 19824, 19904, 19985, 20065)                                       |
| Хондурас         | Трећепласирани у КОНКАКАФ групи         | 14. октобар 2009.   | 1 (1982) |
| Аргентина        | Четвртопласирани у КОНМЕБОЛ групи       | 14. октобар 2009.   | 14 (1930, 1934, 1958, 1962, 1966, 1974, 1978, 1982, 1986, 1990, 1994, 1998, 2002, 2006)                         |
| Швајцарска       | Победник УЕФА групе 2                   | 14. октобар 2009.   | 8 (1934, 1938, 1950, 1954, 1962, 1966, 1994, 2006)                                                              |
| Словачка         | Победник УЕФА групе 3                   | 14. октобар 2009.   | 0 (дебитант) |
| Нигерија         | Победник КАФ треће коло Б               | 14. новембар 2009.  | 3 (1994, 1998, 2002)                                                                                            |
| Камерун          | Победник КАФ треће коло А               | 14. новембар 2009.  | 5 (1982, 1990, 1994, 1998, 2002)                                                                                |
| Нови Зеланд      | Победник у баражу АФК-ОФК               | 14. новембар 2009.  | 1 (1982) |
| Алжир            | Победник КАФ треће коло Ц               | 18. новембар 2009.  | 2 (1982, 1986)                                                                                                  |
| Грчка            | Победник у УЕФА баражу                  | 18. новембар 2009.  | 1 (1994) |
| Португалија      | Победник у УЕФА баражу                  | 18. новембар 2009.  | 4 (1966, 1986, 2002, 2006)                                                                                      |
| Словенија        | Победник у УЕФА баражу                  | 18. новембар 2009.  | 1 (2002) |
| Француска        | Победник у УЕФА баражу                  | 18. новембар 2009.  | 12 (1930, 1934, 1938, 1954, 1958, 1966, 1978, 1982, 1986, 1998, 2002, 2006)                                     |
| Уругвај          | Победник у баражу КОНКАКАФ-КОНМЕБОЛ     | 18. новембар 2009.  | 10 (1930, 1950, 1954, 1962, 1966, 1970, 1974, 1986, 1990, 2002)                                                 |

 Напомене:
1 Подебљана година означава првака у тој години
2 Коса година означава домаћина у тој години
3 као Западна Немачка,
4 као Југославија,
5 као СР Југославија/Србија и Црна Гора.

## Европа
У квалификацијама у Европи (УЕФА) учествују 53 земље за које је обезбеђено 13 места на завршном турниру. Репрезентације су подељене у осам група по шест екипа и једна група од 5 екипа. Први из сваке групе квалификује се директно, а осам најбољих другопласираних екипа морају играти доигравање (бараж). Четири победника у доигравању се квалификују за Светско првенство 2010.

## Јужна Америка
Квалификације у Јужној Америци (КОНМЕБОЛ) одржавају се од 13. октобра 2007. до 13. октобра 2009. године. 
Први круг квалификација се одржава као мини првенство овог континента. у које је укључено 10 земаља. После укупно 18 кола 4 екипе се квалификују директно на Светско првенство 2010., а петопласирана екипа мора у доигравање против четвртопласиране екипе из Северно-средње-америчке и карипске федерације (КОНКАКАФ).

## Северна,Средња АмерикаиКариби
У квалификације у Северна — Средња Америка и Кариби (КОНКАКАФ) учествује 35 земаља, од који се три квалификују директно на светско првенство а једна игра диогравање са петопласираном екипом из Јужне Америке.
У првом кругу, 22 екипе најниже рангиране према класификацији ФИФА играју по куп систенму 11 утакмица чији победници се квалификују за други круг, а 12 екипа је Свети Винсент и Гренадини (који није морао играти у првом кругу јер се аутоматски квалификовао) аутоматски улазе у други круг. Три пара од тих 11 играли су само по једну утакмицу (без реванша).
У другом кругу, првих 12 репрезентација КОНКАКАФ-а и 12 репрезентација из првог круга играли су 12 утакмица по куп систему. Дванаест победничких екипа улазе у трећи круг.
У трећем кругу, преосталих 12 екипа су подељене у 3 групе од 4 екипе играју по двоструком лига систему (свако са сваким две утакмице). Прве две екипе из сваке групе квалификују се за четврти круг.
У четвртом кругу, преосталих 6 екипа формирају финалну групу по истом систему као у трећем кругу. Три првопласиране екипе се директво квалификују за Светско првенство а четвртопласирана екипа игра доигравање против петопласиране екипе Јужне Америке (КОНМЕНБОЛ). Победник се такође квалификује са првенство.

## Африка
Кквалификационе такмичење за Афричкој зони (КАФ) окупило је 52 екипе (Јужна Африка је директно квалификована као домаћин), од који се 5 квалификује за Светско првенство.
У првом кругу учествује 10 екипа најниже рангираних у Африци (ФИФА рејтинг од јула 2007). Два најбоље екипе на тој скали Свазиленд и Сејшели и две екипе извучене жребом Сао Томе и Принципе и Централноафричка Република директно су се квалификовалу у други круг. Преосталих шест екипа играју три утакмице по двостуком куп систему да изборе пласман за даље такмичење.
У другом кругу, преосталих 48 земаља су подељени у 12 група од 4 екипе. У групама ће се играти по двоструком куп систему. Првопласирани из сваке групе и осам најбољих другопласираних иду у трећи круг.
У трећем кругу, преосталих 20 екипа су подељене у 5 група по 4 екипе. Игра се као и у другом кругу. Победници група су се пласирали на Светсо првенство 2010.

## Азија
Квалификације у Азији (АФК) играју 43 земаље са азијског континента. од који ће се четири квалификовати за Светско првенство 2010.
Током првог круга, на 38 екипа са најнижим ФИФА рејтингом за ово подручја играју 19 утакмица по куп систему. Зависно од ФИФА рејтинга 8 (најслабијих) од 19 победника морају одиграти мечеве за 4 места у трећем кругу, а остали су се директно квалификовали за трећи гкруг.
У трећем кругу, 4 земље из другог круга, 11 квалификованих непосредно након првог круга, и 5 првопласираних на скали ФИФА за ово подручје(укупно 20), подељене су у 5 група по четири екипе. по две првопласиране из сваке групе квалификују се у четврти клуб.
У четвртом кругу, 10 екипа победница из трећег круга подељене су у две групе по пет екипа. Две најбоље из сваке групе квалификовале су се за Светско првенство, а трећепласиране играју доигравање чији победник је изборио меч са победником Океанијске зоне за пласман на Светско првенство.

## Океанија
Квалификације у Океанији (ОФК) укључују 10 земаља. Треба напоменути да се екипа Аустралије такмичи у Азијском фудбалском савезу (АФК). У необичност ових квалификација је да победник није сигуран да ће се пласирати на Светско првенство јер мора одиграти утакмицу са петопласираном екипом Азије. Ако ту утакмицу изгуби онда Океанија неће имати свог представника на Светском првенству.
У првом кругу ће се такмичити 9 најлошијих екипа овог подручја (према скали ФИФА) и Тувалу (није члан ФИФА). 
Први круг су Јужнопацифичке игре 2007., чије три првопласиране екипе, заједно са Новим Зеландом пласирају се у други круг.
У друго кругу (Океанијски куп нација у фудбалу) четири екипе играју по лига систему и победник се квалификује за међуконфедерацијско доигравање са представнико АФК-а за пласман на Светско првенство. 
Океанијске квалификације су завршене 19. децембра 2008, а победник је екипа Новог Зеланда, која ће играти у међуконфедерацијском доигравању за пласман на првенство.